# Bartodzieje (województwo łódzkie)
Bartodzieje – wieś w Polsce położona w województwie łódzkim, w powiecie radomszczańskim, w gminie Masłowice. W latach 1975–1998 miejscowość administracyjnie należała do województwa piotrkowskiego.
4 września 1939 oddział Wehrmachtu zamordował 4 mieszkańców wsi.